# Дијагноза: Убиство (4. сезона)
Четврта сезона серије Дијагноза: Убиство емитована је од 19. септембра 1996. године до 8. маја 1997. године четвртком у 20 часова.
Ова сезона је позната по томе што је открила пријатељство др. Марка Слоуна и још два позната ТВ лика: Бена Метлока и Џоа Маникса.
Ову сезону је издао и у целости и у два дела на ДВД-у Visual Entertainment, Inc.

## Опис
Мајкл Тучи је напустио серију на крају сезоне.

## Улоге
- Дик ван Дајк као др. Марк Слоун
- Викторија Ровел као др. Аманда Бентли
- Чарли Шлатер као др. Џеси Травис
- Мајкл Тучи као Норман Бригс
- Бери ван Дајк као Стив Слоун

## Епизоде
| Бр. еп. (укупно) | Бр. еп. (у сезони) | Наслов                            | Редитељ               | Сценариста                                                                                  | Премијера           | Гледаност у САД-у (милиони) |
| --- | ------------------ | --------------------------------- | --------------------- | ------------------------------------------------------------------------------------------- | ------------------- | --------------------------- |
| 60 | 1                  | "Убиство пријатељском ватром"     | Кристијан И. Најби II | Џилијан Норват                                                                              | 19. септембар 1996. | 11.50                       |
| Један Стивов пријатељ је настрадао у несрећи са пријатељском ватром када је један дугогодишњи полицајац запуцао, али је убиство можда унапред смишљено. |                    |                                   |                       |                                                                                             |                     |                             |
| 61 | 2                  | "Убиство може бити заразно"       | Винсент Мекивити      | Ли Гoлдберг и Вилијам Рабкин                                                                | 26. септембар 1996. | 12.90                       |
| Слоун и Џеси су дошли у додир са болесником који је умро због генетски измењене врсте богиња. |                    |                                   |                       |                                                                                             |                     |                             |
| 62 | 3                  | "Убиство на танком леду"          | Кристофер Хиблер      | Робин Меден                                                                                 | 3. октобар 1996.    | 12.80                       |
| Пошто је исценирала напада на себе како би победила на такмичењу, клизачица је убила свог саучесника и сместила конкуренткињи. |                    |                                   |                       |                                                                                             |                     |                             |
| 63 | 4                  | "Х је ознака за убиство (1. део)" | Кристијан И. Најби II | Линдзи Харисон                                                                              | 10. октобар 1996.   | 12.30                       |
| Десио се низ убистава са потписом истог убице. Једна жртва је наводно позвала Марка, али је после тога пронађена мртва. Случај је постао личан када је убица почео да зове Марка па се он умешао у истрагу. Још личније је постало када је убица напао Аманду, али је она успела да се извуче. Марк и Стив су успели да ухапсе убицу, али је он признао Марку да није убио последњу жртву и да имају опонашатеља на слободи. |                    |                                   |                       |                                                                                             |                     |                             |
| 64 | 5                  | "Х је ознака за убиство (2. део)" | Кристијан И. Најби II | Линдзи Харисон                                                                              | 10. октобар 1996.   | 12.30                       |
| Убица је пронађен мртав у својој ћелији, а Марк и Стив су кренули у потрагу за његовим опонашатељем. |                    |                                   |                       |                                                                                             |                     |                             |
| 65 | 6                  | "Манекенско убиство"              | Винсент Мекивити      | Сем Иган                                                                                    | 17. октобар 1996.   | 11.80                       |
| Слоун и Стив истражују убиство личног истражитеља у не тако лепом свету манекенства. |                    |                                   |                       |                                                                                             |                     |                             |
| 66 | 7                  | "Убиство може бити убиство"       | Кристијан И. Најби II | Том Чехак                                                                                   | 24. октобар 1996.   | 11.50                       |
| Кардиолог и двојица предузетника смислили су опаки план да преваре осигурање. |                    |                                   |                       |                                                                                             |                     |                             |
| 67 | 8                  | "Пуцајуће убиство"                | Стив Мајнер           | Дин Харгров                                                                                 | 31. октобар 1996.   | 12.20                       |
| Терористичко бомбардовање довело је до тајне истраге властољубиве полицајке. |                    |                                   |                       |                                                                                             |                     |                             |
| 68 | 9                  | "Убиство аутобусом"               | Кристијан И. Најби II | Ли Голдберг и Вилијам Рабкин                                                                | 7. новембар 1996.   | 13.00                       |
| Слоун је открио жртву убиства међу жртвама из аутобуса који се преврнуо. |                    |                                   |                       |                                                                                             |                     |                             |
| 69 | 10                 | "Кандидат за убиство"             | Кристофер Хиблер      | Стив Хетмен                                                                                 | 14. новембар 1996.  | 14.40                       |
| Ћерка наркоманка сенатора је убијена током жучне расправе, а његова десна рука покушава да прикаже то као узимање прекомерне колчине дроге. |                    |                                   |                       |                                                                                             |                     |                             |
| 70 | 11                 | "Абецеда убиства"                 | Кристијан И. Најби II | Стив Хетмен                                                                                 | 21. новембар 1996.  | 12.60                       |
| Слоун помаже тужитељки у истрази убиства из кола у покрету у једној средњој школи у ком је омиљени професор погинуо, али њено тврдоглаво наваљивање да је средњошколац корејац одговоран чини потрагу за правим убицом изазовом. |                    |                                   |                       |                                                                                             |                     |                             |
| 71 | 12                 | "Убиство у породици"              | Винсент Мекивити      | Линдзи Харисон                                                                              | 12. децембар 1996.  | 12.50                       |
| Слоунова ћерка је побегла од малтретирања супруга камионџије који је пронађен мртав. |                    |                                   |                       |                                                                                             |                     |                             |
| 72 | 13                 | "У одбрани убиства"               | Винсент Мекивити      | Џојс Бурдит и Џери Конвеј                                                                   | 9. јануар 1997.     | 13.60                       |
| За главну сестру са педијатрије испоставило се да је бивша дроља чија је мадам убијена пошто је изјавила да намерава да изда књигу о свом животу. Главну сестру која је осумњичена брани заступник и убица Дарен Ворти. |                    |                                   |                       |                                                                                             |                     |                             |
| 73 | 14                 | "Повест убиства"                  | Кристијан И. Најби II | Џери Конвеј                                                                                 | 16. јануар 1997.    | 14.10                       |
| Слоун тражи трагове како би решио убиство свог ментора од пре неколико деценија. |                    |                                   |                       |                                                                                             |                     |                             |
| 74 | 15                 | "Другостепено убиство (1. део)"   | Кристофер Хиблер      | Џералд Санов и Џоел Штајгер                                                                 | 30. јануар 1997.    | 15.70                       |
| Слоун је замолио свог пријатеља Бена Метлока да брани Џесија јер је оптужен да је убио лекара на усавршавању. |                    |                                   |                       |                                                                                             |                     |                             |
| 75 | 16                 | "Другостепено убиство (2. део)"   | Кристофер Хиблер      | Џералд Санов и Џоел Штајгер                                                                 | 6. фебруар 1997.    | 15.60                       |
| Кад је Џеси оптужен да је убио Ерика Спиндлера, Бен Метлок је прикупља све доказе како би пронашао правог убицу. |                    |                                   |                       |                                                                                             |                     |                             |
| 76 | 17                 | "Тврдокувано убиство"             | Кристијан И. Најби II | Ли Голдберг и Вилијам Рабкин                                                                | 13. фебруар 1997.   | 15.20                       |
| Слоун помаже Џоу Маниксу да реши нерешни случај убиства из 1973. године. |                    |                                   |                       |                                                                                             |                     |                             |
| 77 | 18                 | "Убиство на кантри начин"         | Кристофер Хиблер      | Синопсис: Џери Конвеј Сценарио: Ли Голдберг, Вилијам Рабкин и Џери Конвеј                   | 20. фебруар 1997.   | 14.90                       |
| Главни осумњичени у убиству кантри звезде су занесена ТВ продуценткиња и њена стидљива ћерка текстописац. |                    |                                   |                       |                                                                                             |                     |                             |
| 78 | 19                 | "Заблуде убиства"                 | КРистофер Хиблер      | Мајкл Берлин и Ерик Естрин                                                                  | 27. фебруар 1997.   | 14.10                       |
| Психијатар је убио своју отуђену жену и покушао да смести болесници. |                    |                                   |                       |                                                                                             |                     |                             |
| 79 | 20                 | "Страст за убиством"              | Кристијан И. Наби II  | Ли Голдберг и Вилијам Рабкин                                                                | 3. април 1997.      | 12.40                       |
| Згодна, али злокобна, фармацеутска службеница има сваку намеру да освоји Слоуново срце. |                    |                                   |                       |                                                                                             |                     |                             |
| 80 | 21                 | "Убиство рођене браће"            | Кристијан И. Најби II | Бери ван Дајк и Џефри Гласер                                                                | 10. април 1997.     | TBA                         |
| Сурфер је оптужен да је убио брата своје девојке − члана једне багре. |                    |                                   |                       |                                                                                             |                     |                             |
| 81 | 22                 | "Лекар, сам свој убица"           | Кристијан И. Најби II | Синопсис: Џери Конвеј Сценарио: Џери Конвеј, Ли Голдберг и Вилијам Рабкин                   | 24. април 1997.     | 13.30                       |
| Хирург је умро док је оперисао другог лекара. |                    |                                   |                       |                                                                                             |                     |                             |
| 82 | 23                 | "Убиство у ваздуху"               | Том Чехак             | Том Чехак                                                                                   | 24. април 1997.     | 13.30                       |
| Пилот ваздухоплова којим Слоун и Аманда иду на здравствени скуп у Европи је убијен. |                    |                                   |                       |                                                                                             |                     |                             |
| 83 | 24                 | "Убиство веселе удовице"          | Оз Скот               | Џојс Бурдит                                                                                 | 1. мај 1997.        | 12.20                       |
| Богата Клер Витфилд и њен љубавник смислили су план како да се отарасе њеног супруга Елиота. |                    |                                   |                       |                                                                                             |                     |                             |
| 84 | 25                 | "Комедија је убиство"             | Кристофер Хиблер      | Синопсис: Ли Голдберг и Вилијам Рабкин Сценарио: Дик ван Дајк, Ли Голдберг и Вилијам Рабкин | 8. мај 1997.        | 12.60                       |
| Пропали комичар трапаво покушава да убије свог успешнијег ортака коме је жена настрадала у базену, али докази указују да он можда није одговоран. |                    |                                   |                       |                                                                                             |                     |                             |
| 85 | 26                 | "Убиство Марка Слоуна"            | Кристофер Хиблер      | Стив Хетмен                                                                                 | 8. мај 1997.        | 12.60                       |
| Луди бомбаш у чијем хапшењу је Слоун помогао изашао је из затворан одлучан да се освети. |                    |                                   |                       |                                                                                             |                     |                             |